# Cyrtopogon michnoi
Cyrtopogon michnoi là một loài ruồi trong họ Asilidae. Cyrtopogon michnoi được Lehr miêu tả năm 1998. Loài này phân bố ở vùng Cổ Bắc giới.